# 와글사회적협동조합
와글사회적협동조합은 대한민국의 공동체라디오 대구광역시 동구 중심으로 라디오방송을 송출하고 있다.

## 연혁
- 2023년 3월 24일 개소식.
- 2024년 3월 경 개국. (예정)